# Nam Hồng Sơn
Nam Hồng Sơn (Hanzi: 南紅山) ist ein mit knapp 100 Jahren noch recht junger Kung-Fu-Stil aus dem nördlichen Vietnam.
Dort zählt Nam Hồng Sơn zu den verbreitetsten Stilen und es gibt große Schulen (vornehmlich Hanoi und Umgebung) mit insgesamt mehreren tausend Schülern.
In Deutschland (Berlin und Leipzig) sowie Frankreich wurden Schulen von verschiedenen vietnamesischen Meistern gegründet.

## Entstehung
Nam Hồng Sơn Kung Fu wurde vom vietnamesischen Ur-Meister Nguyễn văn Tộ (auch Sáu Tộ), der zwischen 1895 und 1984 lebte, Anfang des 20. Jahrhunderts in Vietnam aus dem Shaolin Kung Fu (Chin: 少林拳) und dem traditionellen vietnamesischen Kung Fu entwickelt.
Nguyễn văn Tộ, der 1895 in Van Hoi (Kreis Thuong Tin, Bezirk Ha Dong) in Vietnam geboren wurde, erlernte Shaolin Kung Fu im Süden Chinas von 1909 bis 1919. Die jahrhundertealten vietnamesischen Kampfkünste studierte er im Anschluss bei den drei bekanntesten Großmeistern seines Heimatlandes:
- Cụ Ba Cát
- Cụ Cử Tốn
- Cụ Hàn Bái

Gemeinsam mit diesen Großmeistern studierte Nguyễn văn Tộ die verschiedenen Stilrichtungen des Shaolin Kung Fu sowie die ursprünglichen vietnamesischen Formen.
Diese Studien und die Verinnerlichung der Charakteristiken beider Traditionen führten zu der Überzeugung, dass eine Kombination von Elementen des Shaolin Kung Fu und der vietnamesischen Kampfkünste neue Möglichkeiten hervorbringen wird. Dadurch würden sich die Erfolgschancen im Kampf und Wettkampf erhöhen. Um diese Ideen umzusetzen, gründete Nguyễn văn Tộ 1925 die Kung-Fu-Schule „Nam Hồng Sơn“ in Hanoi.
„Nam Hồng Sơn“ setzt sich aus dem Begriffen „Nam“ (南) für die traditionelle vietnamesische Kampfkunst und „Hồng“ (紅) für Thiếu Lâm Hồng Gia (Hóng Jiā Shaolin Kung Fu - 少林洪家) zusammen. „Sơn“ (山) symbolisiert den festen Stand und Bestand dieses Stil und bedeutet „großer Berg“.

## Bekannte Großmeister – direkte Linie
- Nguyễn Văn Tộ 1895–1984: Gründer des Stils, 1. Generation
- Nguyễn Văn Tỵ 1937: Leiter der Schule, 2. Generation
- Nguyễn Văn Dậu 1932–2001: 2. Generation
- Nguyễn Ngọc Họ (Cụ Bà Họ): 2. Generation

## Meister in Deutschland
- Hoang Quang (Leipzig, seit 1987), Großneffe von Ur-Meister Nguyễn văn Tộ
- Phạm ngọc Quân (Berlin, Ende der 80er bis 2003),  Schüler von Cụ Bà Họ
- Ute Pham (Berlin, bis dato)

## Schulen des Nam Hồng Sơn in Deutschland
Die älteste Schule des Nam Hồng Sơn ist der Kunstkampfsport-Club e.V. in Berlin, gegründet von Meister Phạm ngọc Quân und Ute Pham. Seit 1991 brachtes sie mehr als 1000 Schüler und einige Meister in diesem Stil hervor, und es werden seit dem Bestehen regelmäßig kleine und große Wettkämpfe organisiert.
1992 gründete Meister Hoang Quang den Kung-Fu-Verein Leipzig e.V., in welchem er Schüler aus Leipzig und Taucha persönlich unterrichtet.
Im Jahr 2003 wurde der Verein NHS Kung-Fu in Berlin gegründet, welcher im September 2010 in „Nam Hong Son Dynastie“ umbenannt wurde. Meister Lê Quốc Trung unterrichtet alle zwei Jahre selbst in Berlin, und es werden zusätzlich regelmäßige Trainingsreisen nach Vietnam organisiert. 
Der Stil Vo Dao Vietnam von Chu-Tan-Cuong, einem in Halle/Saale lebenden Kung-Fu-Meister, geht im Wesentlichen auf das traditionelle Nam Hồng Sơn Kung Fu zurück.

## Besonderheiten des Stils
Das Nam Hồng Sơn legt besonderen Wert auf tiefe Stellungen und besonders kraftvolle und geschmeidige Ausführung von Techniken; dies ist typisch für vietnamesische Kampfkünste. Ein Graduierungssystem wurde erst spät für Europäer von Europäern eingeführt und nun allmählich auch in Vietnam verwendet. Während man früher in Vietnam oft nur eine Kombinationsform (Abfolge von Techniken, ähnlich der Kata im Karate) zeigen musste, um als Schüler aufzusteigen, wird in europäischen Gürtelsystemen dem einzelnen Schüler oft auch mehr abverlangt, z. B. Partnerübungen, Techniken im Stand und in Bewegung, die oft Bruchteile der Formen bilden und dem Schüler die Technik beispielsweise als Selbstverteidigung verständlich machen sollen.

## Elementare Trainingsinhalte
- elementare Tritt- und Schlagtechniken
- Anwendungstraining mit Partnern im Stand, in Bewegung und an Schlagpolstern (besonderer Wert liegt auf tiefem Stand und kraftvollen Techniken)
- Bài Quyền: Formentraining, d. h. feste Abfolge von Techniken, ähnlich der Kata im Karate
- Training mit traditionellen Waffen (Stock, Schwert, Hellebarde, Speer, Xi, Kette und Fächer)
- Freikampf für fortgeschrittene Schüler
- Atemtechniken und Meditation